# Werner Neumann (Jazzmusiker)
Werner Neumann (* 13. August 1964 in Duisburg) ist ein deutscher Jazzgitarrist und Musikpädagoge.

## Leben und Wirken
Neumann wuchs in Gelnhausen auf und lernte erst als Jugendlicher Gitarre. Er studierte zunächst Musikwissenschaft an der Universität Köln, dann ein Jahr Jazzgitarre an der Musikhochschule Arnheim und schließlich Jazzgitarre an der Musikhochschule Köln. Er nahm zusätzlichen Unterricht bei Pat Metheny, Attila Zoller, Mick Goodrick, Scott Henderson, Adam Rogers, Oz Noy, Mike Moreno und Alex Goodman.
Er unterrichtete von 1990 bis 1995 am Münchner Gitarreninstitut, bis 1997 an der Universität Mainz und bis 2006 an der Musikhochschule Köln, außerdem zwischen 2003 und 2005 an der Universität der Künste Berlin. 2005 wurde er als Professor an die Hochschule für Musik und Theater nach Leipzig berufen, wo er seit 2006 lebt.
Als Sideman arbeitete Neumann u. a. mit Richie Beirach, Keith Copeland, John Goldsby, Dave King, Simon Nabatov, Bill Ramsey, Rony Verbiest, Jiggs Whigham, Napoleon Murphy Brock, Joo Kraus, Frank Möbus, Max Mutzke und Mel Collins zusammen.
Er leitet die Gruppe Drei vom Rhein (mit Helmuth Fass, Alex Vesper und Pit Hupperten); mit Martin Auer, Dominique Ehlert und Matze Eichhorn bildet er die Gruppe MEAN, mit Alma Neumann und Eva Klesse die Gruppe No Kissing. Weiterhin war er seit 1988 Mitglied der Franck Band (mit Hinrich Franck, Hardy Fischötter und Claus Fischer) und des Trios Neuberling (mit Pepe Berns und Heinrich Köbberling). Von 1988 bis 2006 war er Gitarrist bei Wolf Maahn. Seit 2012 arbeitet er in der Formation BabY BoOmer mit Florian Kästner (Fender Rhodes), Robert Lucaciu (Bass) und Philipp Scholz (Schlagzeug). Mit dem Hannes Clauss Quartett (mit Claudio Puntin) nahm er drei Alben auf. Auch mit größeren Ensembles wie der WDR-Bigband oder dem MDR-Sinfonieorchester unter Kristjan Järvi arbeitete Neumann zusammen. Mit dem Trio Wenet entstand das Album Alte Liebe (2023). 
Weiterhin wirkte er als Gitarrist bzw. Komponist an Filmen wie Der WiXXer, Die Unschuld der Krähen und Ein fliehendes Pferd mit. Als Bandleader und Sideman nahm er mehr als vierzig Alben auf. 2001 veröffentlichte er die Gitarrenschule Die Jazzmethode für Gitarre – Solo (Schott-Verlag).
Er ist zeitweise Gitarrist der Heavytones, mit denen er in der ZDF-Sendung Gottschalks große 80er-Show spielte und an der EP A Tribute To Earth Wind & Fire arbeitete.

## Diskographische Hinweise
- Franck Band: Looser
- Drei vom Rhein: Drei vom Rhein
- Double You: Menschenbilder
- Drei vom Rhein: Starke Gesten
- Drei vom Rhein: Adventures in Guitarland
- Drei vom Rhein: Almaty gogo
- Drei vom Rhein: Sumo
- Werner Neumann Quartett: Canniou
- Drei vom Rhein: DvR plays Uncle Frank
- Pepe Berns Network: Live at A-Trane
- MEAN: Helden aus einer fernen Zeit
- No Kissing: Behind the Mask
- BabY BoOmer: BabY BoOmer
- Shrunk feat. Fabiana Striffler: Pixie People (577 Records, 2025), mit Laurids Richter